# Bitwa pod Arroyo dos Molinos
Bitwa pod Arroyo dos Molinos – bitwa stoczona 28 października 1811 r. podczas wojen napoleońskich na Półwyspie Iberyjskim między oddziałami brytyjskimi i francuskimi, zakończona zwycięstwem tych pierwszych.
Po wyparciu przez Anglików oddziałów francuskich dowodzonych przez gen. Girarda z Moreny, co miało miejsce 26 października 1811 roku Francuzi schronili się w wiosce Arroyo dos Molinos wystawiając ariergardę w Cáceres. Spodziewali się oni, że Brytyjczycy właśnie stamtąd przypuszczą atak. Gdy dowiedział się o tym gen. Hill, postanowił wykorzystać element zaskoczenia. Oddziały angielskie schroniły się w przeddzień walki w pobliskim mieście Alcuéscar. 28 października, o godzinie 2 w nocy, w kierunku wioski wyruszyły trzy kolumny brytyjskie (dwie kolumny piechoty po bokach i jedna kolumna kawalerii pośrodku). Zadaniem lewej kolumny piechoty było zdobycie wioski, prawa natomiast miała zabezpieczyć drogę prowadzącą do Trujillo. W Arroyo dos Molinos stacjonował gen. Girard, stacjonowali tam ponadto generałowie Jan Henryk Dąbrowski i André Briche. O godzinie 4 Anglicy rozpoczęli szturm. Francuzi wycofali się w chaosie z wioski i uformowali czworoboki w celu odparcia natarcia kawalerii. Ku zaskoczeniu francuskich oddziałów kawaleria nie zaatakowała, za to ulokowani na dachach domów w wiosce Anglicy rozpoczęli huraganowy ostrzał zbitych formacji francuskich. Z nastaniem świtu sytuacja stawała się coraz bardziej niekorzystna dla Francuzów. Niedobitki francuskich szaserów eliminowane były przez jazdę angielską. Francuzi wciąż wycofywali się w kierunku Montánchez, jednakże kawaleria angielsko-portugalska doścignęła ich i sytuacja stała się dla oddziałów francuskich krytyczna. Dowódcy francuscy zdołali uciec, jednakże Anglicy wzięli do niewoli znaczną część francuskich żołnierzy, zdobyli także 3 francuskie działa. Straty angielskie były minimalne.